# Nacho Novo
Ignacio Javier Gómez "Nacho" Novo, född 26 mars 1979 är en spansk före detta fotbollsspelare.
I slutet av november 2009 polisanmäldes Novo för att ha visat rumpan för åskådarna under en match mot Aberdeen.